# Trilophonota caerulilineata
Trilophonota caerulilineata là một loài bướm đêm trong họ Erebidae.